# Hypsilurus longi
Hypsilurus longi là một loài thằn lằn trong họ Agamidae. Loài này được Macleay mô tả khoa học đầu tiên năm 1877.